# Hjalmar Råstorp
Hjalmar Råstorp ursprungligen Persson, född 16 januari 1915 i Härlunda församling, Kronobergs län, död 2002 i Alstermo, Älghults församling, Kronobergs län
, var en svensk skulptör.
Han var son till korgmakaren Olof Persson och Anna Bengtsson och från 1943 gift med Theresia Andersson. Råstorp var som konstnär autodidakt med undantag av kortare studier för Sven Lundqvist vid Stockholms konstskola. Han medverkade i utställningarna 5 skulptörer på Konstnärshuset i Stockholm, Sex Stockholmare i Tranås och i ett flertal utställningar på Liljevalchs konsthall samt i samlingsutställningar arrangerade av Sveriges allmänna konstförening. Bland hans offentliga arbeten märks ett krucifix för Härlunda kyrka. Han var en av medlemmarna i konstnärsgruppen Bildmakarna. Hans konst består av mindre figurer och porträtt.